# Зелёная (Брестская область)
Зелёная (бел. Зялёная) — деревня в Городищенском сельсовете Барановичского района Брестской области Белоруссии, в 29 км от города Барановичи. Население — 144 человека (2023).

## История
Согласно переписи 1897 года, деревня в Городищевской волости Новогрудского уезда. С 1921 года в составе Польши, в гмине Городище Новогрудского повета Новогрудского воеводства. С 1939 года в составе БССР.
С июня 1941 по июль 1944 года оккупирована немецкими войсками. На фронтах войны погибли 54 односельчанина.
С 16 ноября 1970 года по 6 августа 1979 года — центр сельсовета. 

## Население
По состоянию на 1 января 2023 года в деревне проживало 144 человека в 58 хозяйствах, в том числе 18 моложе трудоспособного возраста, 93 — в трудоспособном возрасте и 33 — старше трудоспособного возраста. 
| Численность населения (по переписи) | Численность населения (по переписи) | Численность населения (по переписи) | Численность населения (по переписи) | Численность населения (по переписи) | Численность населения (по переписи) | Численность населения (по переписи) |
| 1897                                | 1909                                | 1921                                | 1971                                | 1999                                | 2009                                | 2019                                |
| ----------------------------------- | ----------------------------------- | ----------------------------------- | ----------------------------------- | ----------------------------------- | ----------------------------------- | ----------------------------------- |
| 8                                   | ↘6                                  | ↗16                                 | ↗116                                | ↗205                                | ↘182                                | ↘120                                |

## Достопримечательности
- Памятник землякам. Для увековечения памяти 54 односельчан, погибших в борьбе с немецкими войсками в годы Великой Отечественной войны. В 1973 году установлен обелиск[7].